# ده‌وه، سن بارتلمی
ده‌وه (به فرانسوی: Devet) یک منطقهٔ مسکونی در فرانسه است که در سن بارتلمی در کارائیب واقع شده‌است.